# Ryan Rickelton
Ryan David Rickelton (* 11. Juli 1996 in Johannesburg, Südafrika) ist ein südafrikanischer Cricketspieler, der seit 2022 für die südafrikanische Nationalmannschaft spielt.

## Kindheit und Ausbildung
Rickelton war Teil der südafrikanischen U19-Nationalmannschaft.

## Aktive Karriere
Rickelton gab sein First-Class-Debüt für Gauteng in der Saison 2015/16. Nach guten Leistungen im nationalen südafrikanischen Cricket kam er ins Nationalteam, als Südafrika bei der Tour in Bangladesch mehrere Spieler aufgrund der Indian Premier League 2022 nicht einsetzen konnte. Für die Saison 2022 wurde er von Northamptonshire für die County Championship 2022 verpflichtet. Sein ODI-Debüt folgte im März 2023 gegen die West Indies. Ein Jahr später erhielt er die Nominierung für den ICC Men’s T20 World Cup 2024.